# Sasebo
Sasebo (佐世保市?) è una città giapponese della prefettura di Nagasaki.